# Aloe lettyae
Aloe lettyae är en grästrädsväxtart som beskrevs av Gilbert Westacott Reynolds. Aloe lettyae ingår i släktet Aloe och familjen grästrädsväxter. Inga underarter finns listade i Catalogue of Life.